# St. Peter (Wil SG)
Die römisch-katholische Kirche St. Peter in Wil im Schweizer Kanton St. Gallen war in ihrer ursprünglichen Form der früheste Sakralbau der Stadt und steht (als Kulturgut von regionaler/kantonaler Bedeutung) auf der Liste der Kulturgüter in Wil SG. Sie ist dem Apostel Petrus als Namenspatron gewidmet und Teil des Seelsorgebereiches Wil der Katholischen Pfarr- und Kirchgemeinde Wil. Gemeindepfarrer ist seit 2024 Sebastian Wetter, der zum 1. November 2025 die Arbeit als neuer Generalvikar im Bistum St. Gallen aufnimmt. Ab Mitte Januar 2026 übernimmt Marjan Paloka als Pfarradministrator die vorübergehende Leitung der Pfarrei bis zur Neubesetzung der Pfarrstelle.

## Geschichte
Archäologische Untersuchungen der Kantonsarchäologin Dr. Irmgard Grüninger im Rahmen der Kirchenrenovation 1995–1996 belegten, dass um das Jahr 1000 der Bau eines kleinen Gotteshauses erfolgte. St. Peter als erste Pfarrkirche ausserhalb der Wiler Stadtmauer wurde erstmals um 1209 urkundlich erwähnt. Um 1489 wurde sie im spätgotischen Stil umgebaut. 1505 führte man eine wöchentliche Freitags-Prozession von St. Nikolaus nach St. Peter ein, die 1840 aufgegeben wurde.
1885–1887 erfolgte unter der Leitung des Architekten August Hardegger eine durchgreifende Umgestaltung, bei der das für die Pfarrei zu klein gewordene einschiffige Langhaus (26 Meter Länge, 10 Meter Breite) komplett abgebrochen und durch ein neues dreischiffiges Langhaus im neugotischen Stil ersetzt wurde; der spätgotische Kirchturm und Chorraum sowie die Liebfrauen-Kapelle blieben erhalten. 1931 wurde der Kirchturm unter Leitung des St. Galler Architekten Johannes Scheier aufgestockt und erhielt einen neuen Helm und vier neue Glocken, die (zusammen mit der erhaltenen Glocke von 1862) am 18. Oktober 1931 geweiht wurden. 1932 schuf Werner Hilber (Wil) das Priestergräber-Relief; 1933 wurde eine neue Sakristei an der Südostseite der Kirche gebaut.
Im Rahmen der Gesamtrenovation 1959–1960 wurde die Kirche unter Leitung der Architekten Oskar Müller (St. Gallen) und Hans Frank (Wil) modernisiert und umgebaut: Das Gebäude wurde um ein Joch nach Westen erweitert, erhielt eine neue Westfassade und eine neue Empore in Beton-Bauweise mit seitlichen Treppenaufgängen und in dunklem Schmiedeeisen ausgeführte Treppengeländer und Gittertüren. Urban Blank schuf eine hölzerne Kanzel mit Treppe an der vordersten linken Säule, Karl Peterli gestaltete einen Kreuzweg, der bei der Umgestaltung des Innenraumes 1995–1996 entfernt wurde. 1981 erhielt die Turmuhr neue Zifferblätter und Zeiger.
1995–1996 erfolgte eine weitere Restauration und Neugestaltung des Kirchenraumes, bei der die Kanzel von 1960 entfernt sowie eine neue Warmluftheizung im vorderen Bereich und eine Luftumwälzung über dem Eingangsbereich unter der Empore installiert wurde. Das Glockengeläut von 1931 wurde 1995 mit zwei neuen Glocken auf insgesamt sieben Glocken erweitert. Eine weitere Innensanierung des Kirchenraumes wurde 2019 durchgeführt, zeitgleich mit der Intonation der kürzlich zuvor erfolgten Revision, Ausreinigung und technischen Erweiterung der Metzler-Orgel auf der Empore.
In der Wiler Bevölkerung hatte die Kirche St. Peter eine besondere Bedeutung, da sie sich in unmittelbarer Nähe des früheren katholischen Friedhofes befand, der 1965 aufgelöst wurde.

## Baubeschreibung und Ausstattung
Satteldachgebäude mit Querhaus unter Kreuzfirst. Spitzbogige Fenster gliedern die Aussenmauern; an der Nord- und Südfassade befinden sich wuchtige Strebepfeiler. Am nordöstlichen Ende des Kirchenschiffes steht der auf das Mittelalter zurückgehende Kirchturm mit einem schlanken Helm. An der Nordseite des Kirchturms gibt es eine Kreuzigungsgruppe von Johannes Wirthensohn (1749–1818) aus dem Jahre 1792. Spätgotischer, dreiseitig geschlossener Chor mit Spitzbogenfenstern. Die zehn Kirchenfenster in den Seitenschiffen aus dem Jahre 1960 stammen von Walter Burger (St. Gallen); die beiden grossen Fenster im Querschiff und die West-Rosette über dem Empore schuf Hans Stocker (Basel) ebenfalls 1960. Im Chorraum ist eine gotische Retabel aufgestellt, die um 1480 entstand, 1952 in München-Obermenzing gekauft, restauriert und über dem neuen Altar von 1960 aufgerichtet wurde. Südlich an den Chor angebaut ist die Sakristei. An deren Südseite befindet sich eine Reliefplastik mit der Schlüsselübergabe an Petrus von Josef Büsser aus dem Jahre 1933. Entlang der Nordseite der Kirche schuf Hans Thomann 1996 einen aus 14 Stelen bestehenden Kreuzweg.

## Orgeln

### Metzler-Orgel (1960)

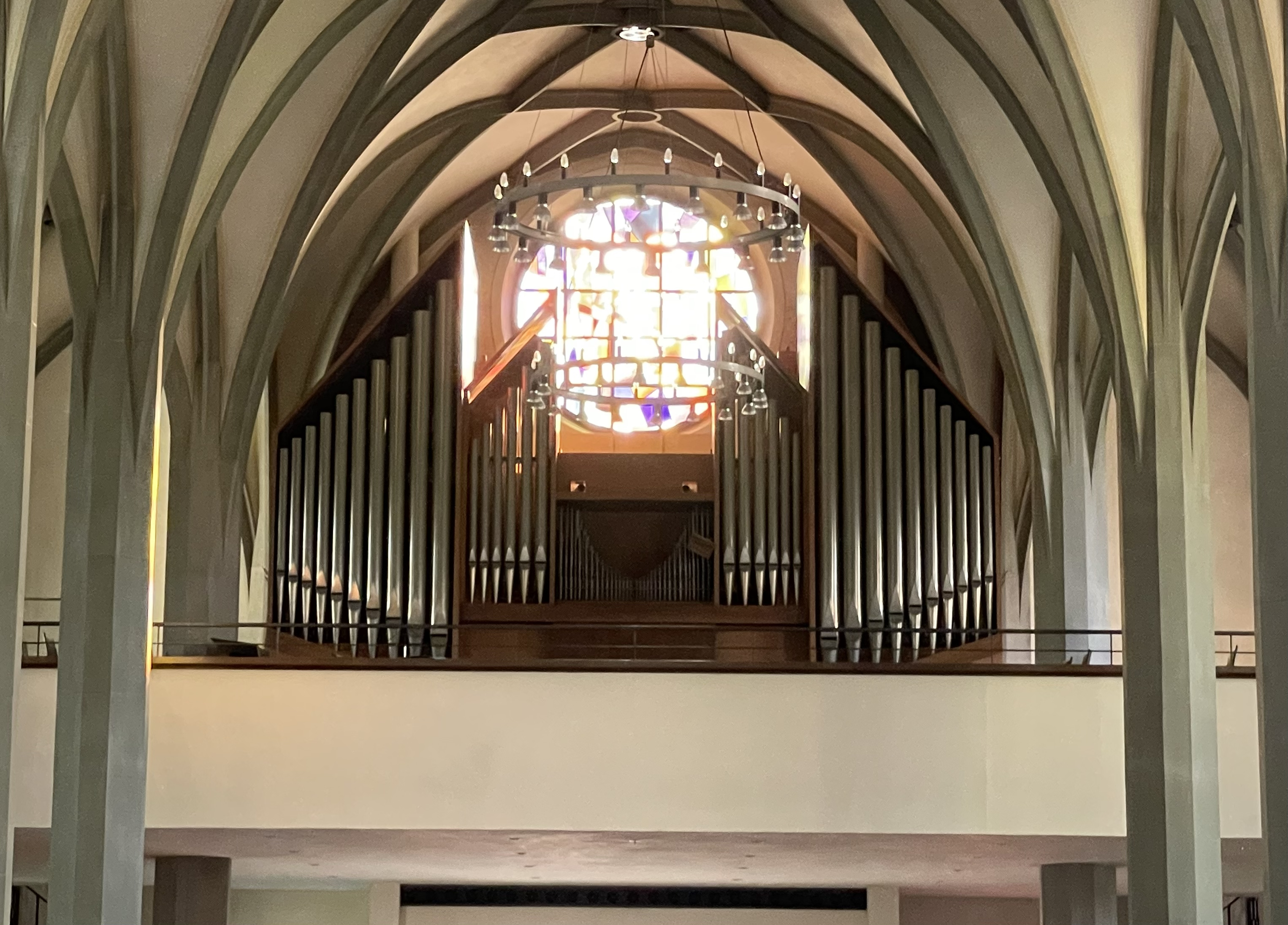
Metzler-Orgel (1960)

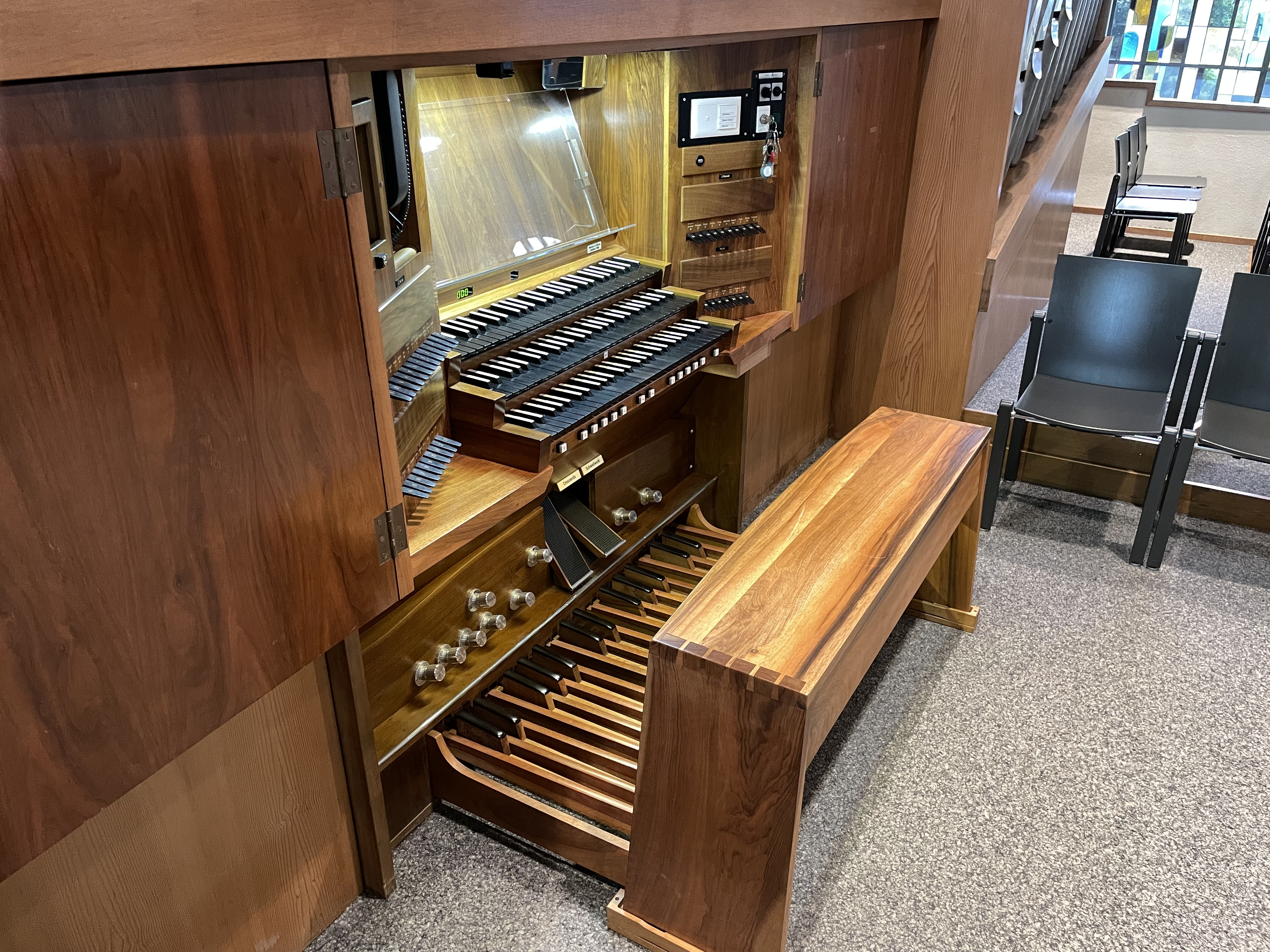
Spielschrank Metzler-Orgel, 2024

Die Orgel wurde 1960 von Metzler Orgelbau AG (Dietikon) erbaut. Sie hat 37 Register (Schleifladen mit mechanischer Spiel- und elektropneumatischer Registertraktur) auf drei Manualen und Pedal. Bei diesem Neubau fand Pfeifenwerk aus dem Vorgängerinstrument von Friedrich Goll von 1888 Verwendung. In der ersten Hälfte der 1970er Jahre und 1996 führte Metzler Ausreinigungen und Revisionen an der Orgel durch. Die letzte Revision, Ausreinigung und technische Erweiterung erfolgte 2019 durch Mathis Orgelbau AG (Luchsingen). Das Instrument ist regelmässig in Liturgie und Konzerten zu hören. Die Disposition:
| I Hauptwerk C–g3 |       |
| Gedecktpommer    | 16′   |
| Principal        | 08′   |
| Flauto           | 08′   |
| Dulcian          | 08′   |
| Octav            | 04′   |
| Rohrflöte        | 04′   |
| Nazard           | 2 ⁄3′ |
| Octav            | 02′   |
| Mixtur IV–VI     | 1 ⁄3′ |
| Trompete         | 08′   |

| II Schwellwerk C–g3 |        |
| Suavial             | 08′    |
| Rohrgedackt         | 08′    |
| Spitzgamba          | 08′    |
| Prinzipal           | 04′    |
| Querflöte           | 04′    |
| Unda maris          | 04′    |
| Koppelflöte         | 02′    |
| Terz                | 1 3⁄5′ |
| Quinte              | 1 ⁄3′  |
| Mixtur V–VI         | 01′    |
| Fagott              | 16′    |
| Trompete            | 08′    |
| Clairon             | 04′    |
|                     |        |
| Tremulant           |        |

| III Positiv C–g3 |        |
| Bleigedackt      | 08′    |
| Portunalflöte    | 04′    |
| Schwiegel        | 02′    |
| Zink III         | 1 3⁄5′ |
| Scharf III       | 1⁄2′   |
| Krummhorn        | 08′    |
|                  |        |

| Pedal C–f1    |       |
| Praestant     | 16′   |
| Subbass       | 16′   |
| Octavbass     | 08′   |
| Koppelflöte   | 08′   |
| Octav         | 04′   |
| Hintersatz IV | 2 ⁄3′ |
| Posaune       | 16′   |
| Fagott        | 08′   |

- Koppeln (mechanisch; als Registerwippen und Pistons): II/I, III/I, I/P, II/P.
- Spielhilfen: Zwei Schwelltritte für Crescendo und II. Manual (Schwellwerk). Heuss-Setzeranlage mit 10'000 Speicherplätzen (2019; Tableau rechts im Spielschrank). Sequenzer Vor und Zurück als Pistons über dem Pedal und als Taster unter dem I. Manual; Sequenzer Vor als Taster unter dem II. Manual. Pistons «Tremulant» (II. Manual), «Crescendo an» und «Negativ ab» (programmierbarer Einzelabsteller).

### Truhenorgel (1999)

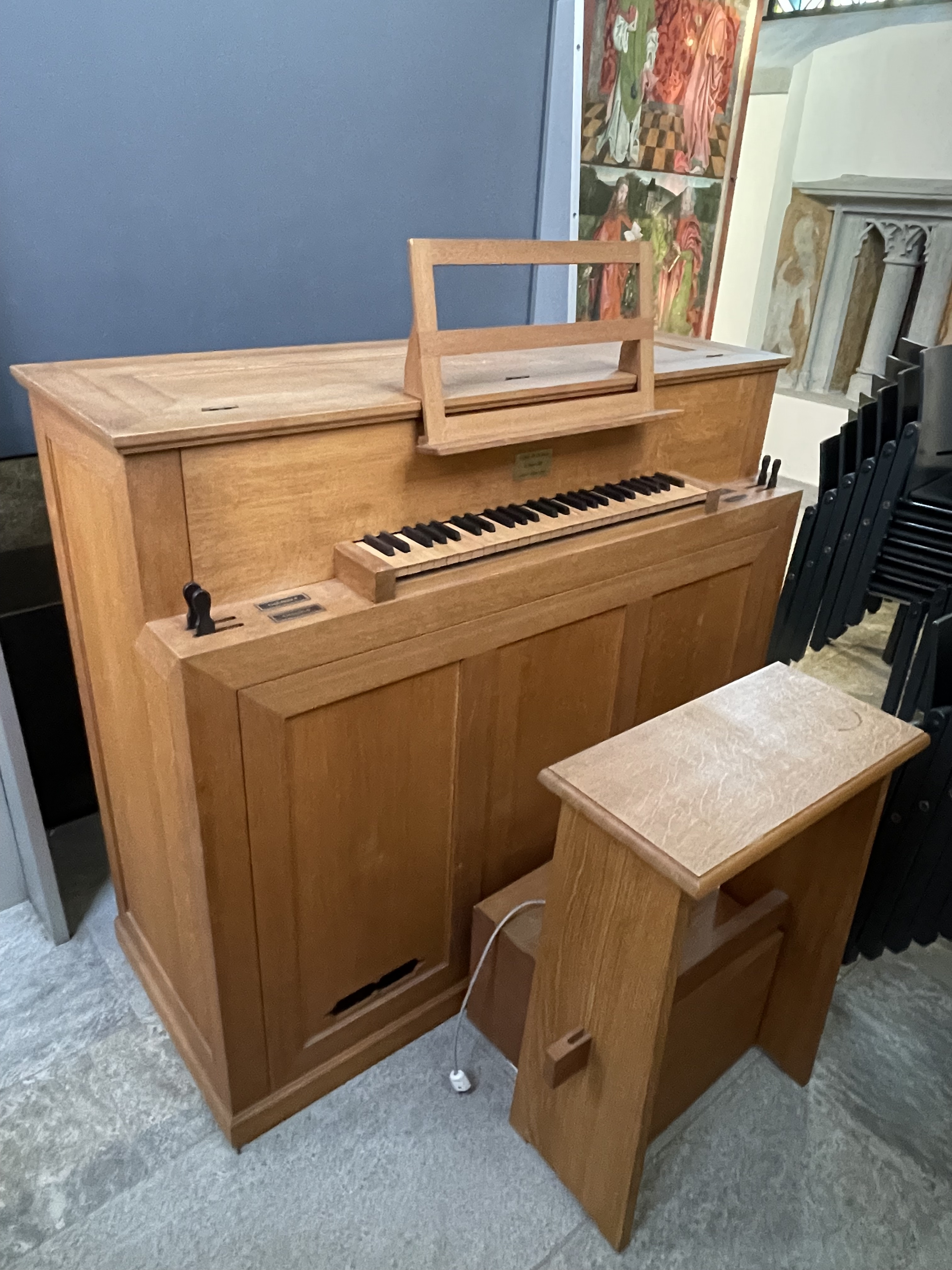
Metzler-Truhenorgel (1999)

Im Chorraum hinter dem historischen Retabel befindet sich eine Truhenorgel mit vier Registern von Metzler Orgelbau AG aus dem Jahre 1999. Von Januar bis September 2024 wurde sie als Interims-Instrument in der Wallfahrtskirche Maria Dreibrunnen verwendet, wo im selben Jahr eine neue Mathis-Orgel gebaut und eingeweiht wurde.
| Manual CD–d3 |       |
| Gedackt      | 8′    |
| Gedacktflöte | 4′    |
| Principal    | 2′    |
| Quinte       | 1 ⁄3′ |

### Goll-Orgel (1888–1959)
1888 hatte Friedrich Goll (Luzern) eine Orgel mit 18 Registern (Kegelladen, mechanische Spiel- und Registertraktur) auf zwei Manualen und Pedal als Opus 65 erbaut. Die Disposition:
| I. Manual C–f3 |        |
| Bourdon        | 16′    |
| Principal      | 08′    |
| Bourdon        | 08′    |
| Flauto dolce   | 08′    |
| Gamba          | 08′    |
| Octav          | 04′    |
| Flauto amabile | 04′    |
| Mixtur         | 02 ⁄3′ |
| Trompete       | 08′    |

| II. Manual C–f3  |    |
| Gemshorn         | 8′ |
| Lieblich Gedeckt | 8′ |
| Salicional       | 8′ |
| Aeoline          | 8′ |
| Gemshorn         | 4′ |

| Pedal C–d1 |     |
| Violon     | 16′ |
| Subbass    | 16′ |
| Octavbass  | 08′ |
| Bombarde   | 16′ |

- Koppeln: II/I, I/P, II/P
- Spielhilfen: Schwelltritt für II. Manual, feste Kombinationen

## Liebfrauenkapelle
An der Südseite der Kirche befindet sich die Liebfrauenkapelle aus dem Jahre 1498, die an das damals bestehende Beinhaus östlich angebaut wurde. 1870 wurde die Kapelle restauriert und neu ausgemalt. Das Beinhaus wurde 1896 abgebrochen. Die Liebfrauenkapelle mit Satteldach ist mit einer gotischen Freskendecke ausgestattet und hat einen östlichen Chorbereich mit Dreiachtelabschluss. Bei der Restauration 1959–1960 wurde der Dachreiter erneuert. Eine weitere Restauration fand 1995–1996 statt.
Bis zum 19. Jahrhundert war die Liebfrauenkapelle ein beliebtes Ziel von Wallfahrten und Bittprozessionen. Heute wird sie vorwiegend für Andachten, Gruppen- und Familien-Gottesdienste genutzt.

## Glocken
Im Turm hängen sieben Glocken:
| Glocke | Schlagton | Gewicht  | Giesser                               | Gussjahr | Inschrift | Bild                                 |
| ------ | --------- | -------- | ------------------------------------- | -------- | --- | ------------------------------------ |
| 1      | b0        | 3'640 kg | Carl Metz Glockengiesserei, Karlsruhe | 1995     | Hier ist meine Ruhe für alle Zeiten; hier will ich wohnen, denn diese Stätte habe ich mir erwählt. Psalm 132 | Hl. Gallus und Otmar                 |
| 2      | c1        | 2'480 kg | Fritz Hamm, Staad bei Rorschach       | 1931     | Regi Regum | Christkönig                          |
| 3      | es1       | 1'453 kg | Fritz Hamm, Staad bei Rorschach       | 1931     | MD Anno Jubilaei Ephesini – Deiparae | Mutter Gottes mit Kind in der Krippe |
| 4      | f1        | 978 kg   | Fritz Hamm, Staad bei Rorschach       | 1931     | S. Joseph Patrone Morientium O.P.N. – Signifer St. Michael Rep. Raesentat eas sanctam in lucem | Michael mit Schwert und Keule        |
| 5      | g1        | 737 kg   | Gebrüder Rüetschi, Aarau              | 1862     | Tu es Petrus et super Hans petram aedificabo ecclesiale meam. – Tu es vas electionis Sancte Paule praedicator veritatis in universo mundo | Hl. Petrus und Paulus                |
| 6      | as1       | 588 kg   | Fritz Hamm, Staad bei Rorschach       | 1931     | Angelis suis mandavit de te ut custodiant te in omnibus viis tuis |                                      |
| 7      | b1        | 470 kg   | Carl Metz Glockengiesserei, Karlsruhe | 1995     | Hl. Bruder Klaus mit Gattin Dorothee, bittet für uns. Mein Herr und mein Gott, nimm alles von mir, was mich hindert zu Dir. Mein Herr und mein Gott, gib alles mir, was mich führet zu Dir. Mein Herr und mein Gott, nimm mich mir und gib mich ganz zu eigen Dir. | Hl. Bruder Klaus mit Gattin Dorothe  |

## Katholisches Pfarreizentrum Wil
Zwischen der Lerchenfeldstrasse und dem Gelände des früheren Friedhofes nördlich der Kirche St. Peter wurde 1968–1970 der St. Peter Park geschaffen und (unter Leitung des Zürcher Architekten Alois Müggler) das katholische Pfarreizentrum mit Priesterhaus erbaut. 2008–2009 erfolgten ein umfassender Umbau, Sanierung, Erweiterung und Modernisierung des Gebäudekomplexes. Seitdem befinden sich im Pfarreizentrum ein grosser erweiterbarer Saal, Konferenz- und Gruppenräume, Administration mit Seelsorge und das Restaurant «Peter Kafi» mit Innen- und Aussenbereich.